# Denopelopia irioquerea
Denopelopia irioquerea is een muggensoort uit de familie van de dansmuggen (Chironomidae). De wetenschappelijke naam van de soort is voor het eerst geldig gepubliceerd in 2000 door Sasa en Suzuki als Yaequintus irioquereus.

## Synoniemen
- Denopelopia bractea Cheng & Wang, 2005[2]
- Yaequintus irioquereus Sasa & Suzuki, 2000[1]